# Eerbeek
Eerbeek is de grootste kern van de Nederlandse gemeente Brummen (provincie Gelderland). Het aantal inwoners bedraagt 10.060 (per 1 januari 2023).

## Geschiedenis
In 1046 wordt Eerbeek voor het eerst genoemd. Erbeke was oorspronkelijk de naam van de beek die nu de Eerbeekse Beek heet. De betekenis van de naam is niet zeker. Waarschijnlijk komt "er" van "erd", wat iets betekent als aarde, klei, leem of bouwgrond. "Beke" is hetzelfde woord als het moderne beek. Later is de naam voor de beek de naam van het dorp geworden. Rond 1663 staat de naam van het dorp als Eertbeeck op de kaart, en heet de beek de Eertbeeckse beek.
Het kasteel Coldenhove werd rond 1300 als jachtslot gebouwd. In 1701 brandde het echter af tijdens verbouwingswerkzaamheden die door koning-stadhouder Willem III in gang waren gezet. Het kasteel is nadien verdwenen. 
In 1850 telde Eerbeek 400 inwoners.

## Papierindustrie
De geschiedenis van de Eerbeekse papierindustrie gaat terug tot 1630. In dat jaar maakte de uit Mulhausen afkomstige papierschepper Vincent Schoonman ter plaatse voor het eerst papier in een tot papiermolen omgebouwde watermolen. Het schone water van vooral de Eerbeekse beek was hierbij van belang. Er was behoefte aan fijn papier van goede kwaliteit. Ook in de eenentwintigste eeuw zijn in Eerbeek diverse papier- en kartonverwerkingsbedrijven gevestigd. Als gevolg van de grote behoefte aan werknemers bij de plaatselijke fabrieken in de tweede helft van de twintigste eeuw kent Eerbeek een Italiaanse, een Turkse en een Molukse gemeenschap.
Eind 2023 sloot de papierfabriek De Hoop, voortgekomen uit de molen De Hoop (1657). De fabriek ging in de laatste jaren van haar bestaan over van het Zweedse SCA, DS
Smith, De Jong Packaging en als laatste Stora Enso uit Finland. Sindsdien resten er twee papierfabrieken: Folding Boxboard en Neenah Coldenhove. 

## Bezienswaardigheden, verkeer en toerisme

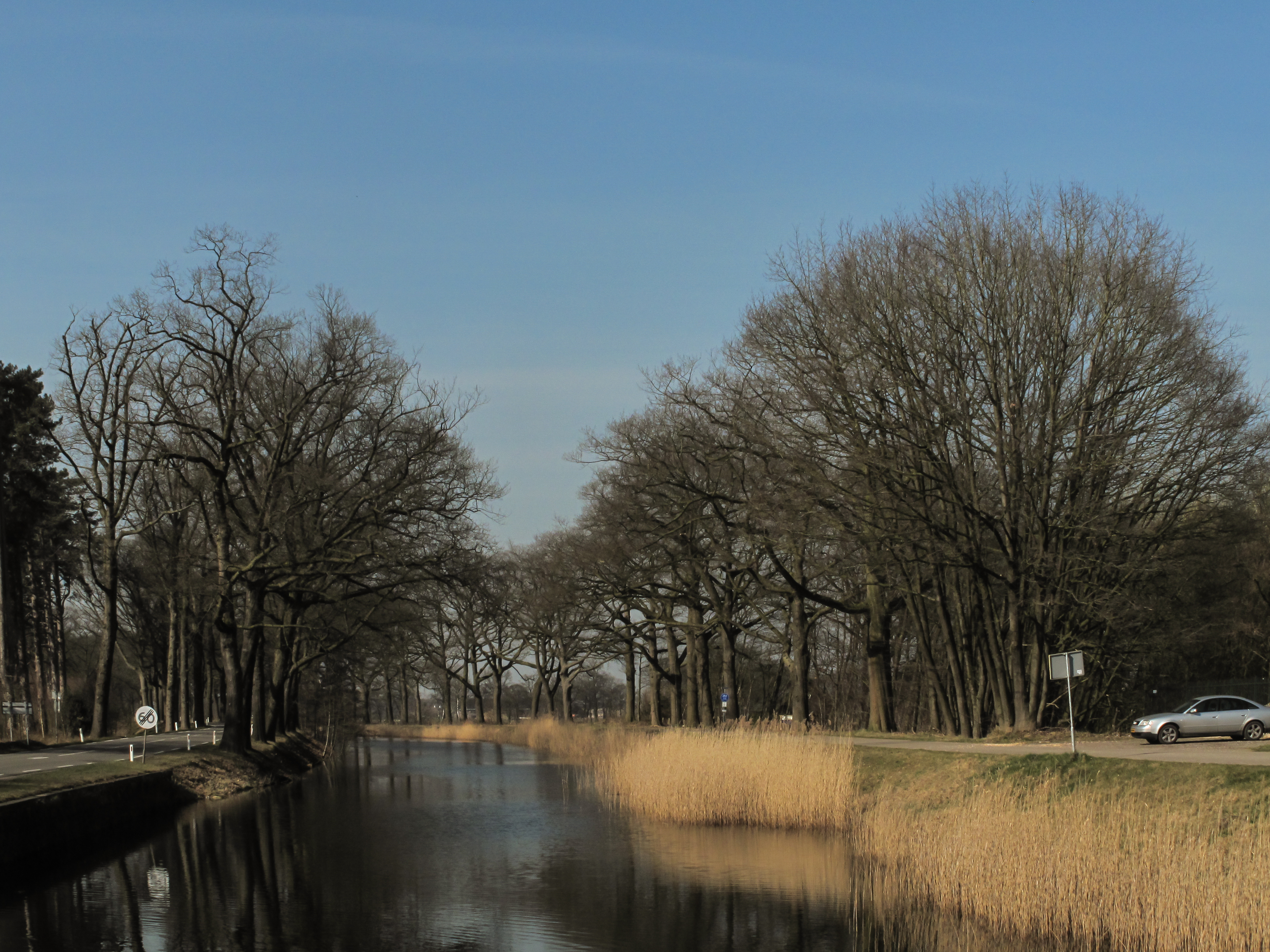
Het Apeldoornskanaal vanaf de Eerbeeksebrug

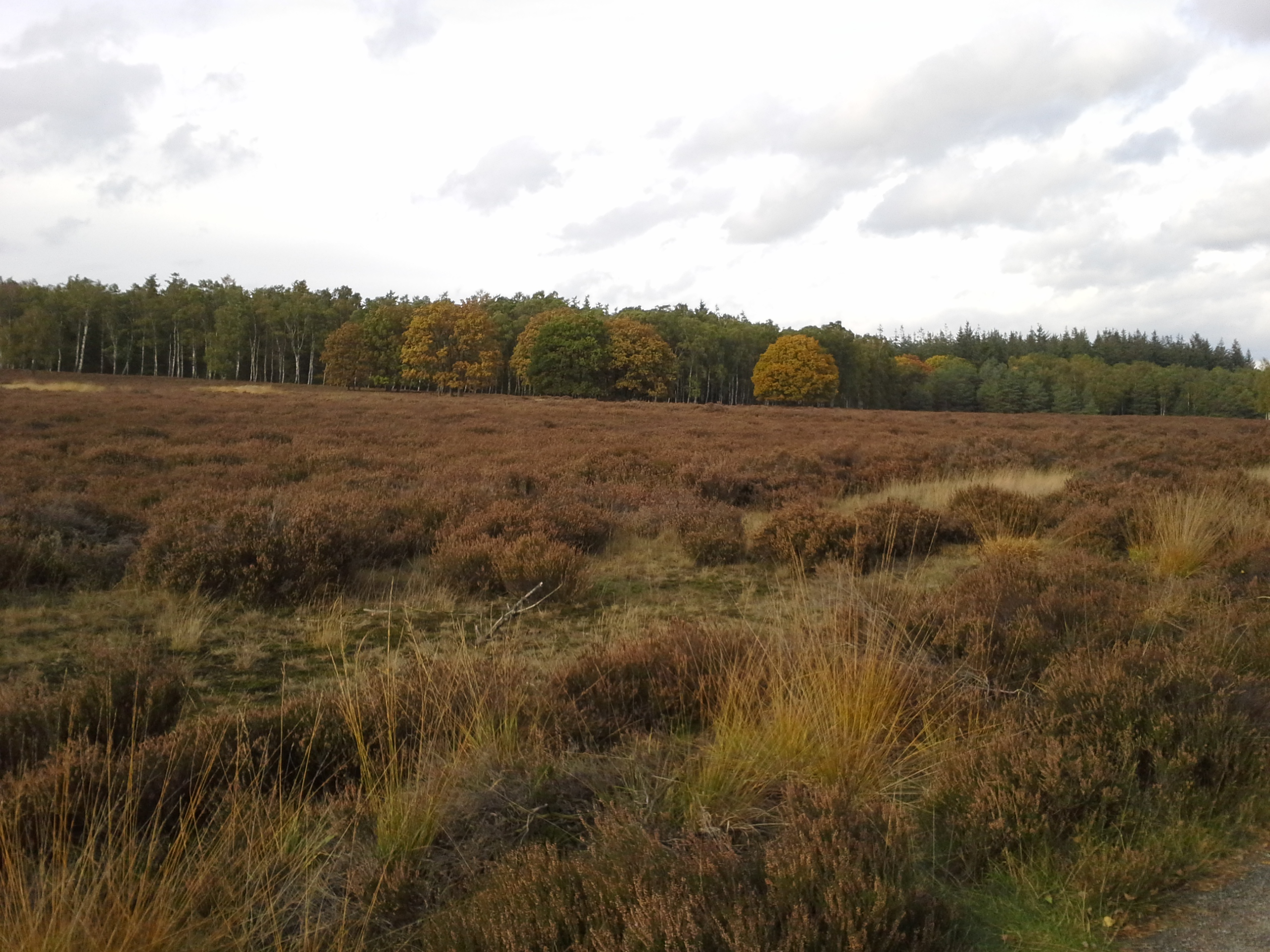
Eerbeekse Veldpad Loenen Hoge Veluwe

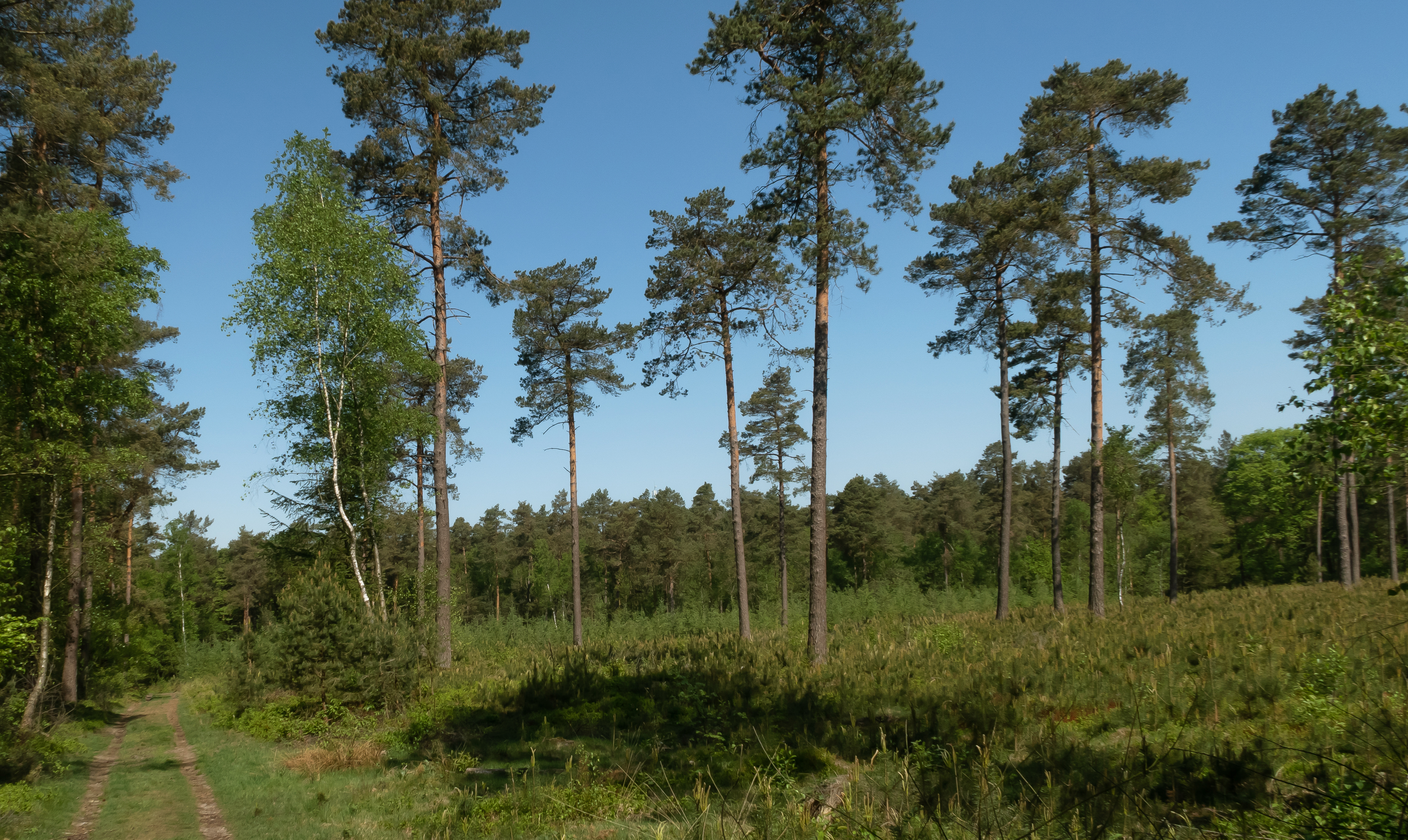
Veluwe bij de Imboschweg

In Eerbeek staat de enige oliemolen met een bovenslagrad van Nederland, bekend onder de naam De Oliemolen. Dit rijksmonument werd in 2007 volledig gerestaureerd.
Eerbeek had van 1887 tot 1950 een spoorwegstation aan de spoorlijn Dieren - Apeldoorn, Station Eerbeek. Tegenwoordig is hier een klein station van de Veluwsche Stoomtrein Maatschappij. Het stationsgebouw bestaat nog, en is in gebruik als woning. Eerbeek ligt niet ver van het Apeldoorns Kanaal.
Het toerisme is in Eerbeek van belangrijke economische betekenis. Het dorp trekt toeristen vanwege de bosrijke omgeving: Eerbeek grenst aan de Veluwezoom. Toeristen kunnen verblijven in een hotel op landgoed Huis te Eerbeek en op een vakantiepark in de bossen van Eerbeek. Een deel van het Maarten van Rossumpad loopt vanaf Laag-Soeren langs het Apeldoorns Kanaal door Eerbeek richting Apeldoorn.

## Geboren
- Jacob Emil van Hoogstraten (1898-1991), secretaris van het Departement van Economische Zaken
- Hans de Beaufort (1915-1942), verzetsstrijder, motorcoureur
- Ted van Leeuwen (1952), technisch voetbalmanager
- Bert Wassink (1957), politicus
- Stefan Nieuwenhuis (1972), schrijver en dichter
- Coen Simon (1972), filosoof, redacteur en publicist
- Jeroen Gulikers (1975), accordeonist en componist

## Bekende inwoners (geweest)
- Karel Aalbers, voorzitter van voetbalclub Vitesse
- Julia Burgers-Drost, schrijfster
- Coenradus Geerlings (1865-1951), hoofdonderwijzer te Eerbeek, schrijver van het Gelders volkslied
- Jeroen Gerritsen, doelman bij AGOVV
- Daan Huiskamp, doelman bij AGOVV
- Ted van Leeuwen, sportjournalist en voetbalbestuurder
- Elis Ligtlee, baanwielrenster, won meerdere medailles op EK, WK en Olympische Spelen
- Jan Mankes (1889-1920), kunstschilder
- Willem de Mérode (1887-1939), dichter
- Wim Noordhoek (1943), journalist en radioprogrammamaker
- Maartje Offers (1891-1944), zangeres
- Elizabeth Schmitz (1938-2024), politica
- Edward Sturing, voetballer en voetbaltrainer
- Max Weber (1852-1937), zoöloog
- Anna Weber-van Bosse (1852-1942), algologe
- Manna de Wijs-Mouton (1873-1947), beeldend kunstenaar en componist
- Anne Zernike (1887-1972), eerste predikante in Nederland